# 上海铁路博物馆
上海铁路博物馆（英語：Shanghai Railway Museum）位于上海市静安区天目东路200号，中国铁路上海局集团机关大院西侧，2002年4月开工，2003年5月竣工，2004年8月28日开馆。整个博物馆包括占地约1300平方米的室外广场展区和拥有3000余平方米建筑面积的博物馆主楼，以80%的比例按照1909年建成的沪宁铁路上海站原样建设。主楼共4层，目前开放的是面积约1000平方米的底层展区，展品主要为图片、文献史料、实物等。
上海铁路博物馆的整体布局包括室内展区和室外的广场，室外展区营造了一个早期铁路火车站的场景：蒸汽机车和木结构的月台雨棚。博物馆是上海市专题性科普场馆。

## 收藏车辆
- KD7型641号蒸汽机车（原上局杭段）

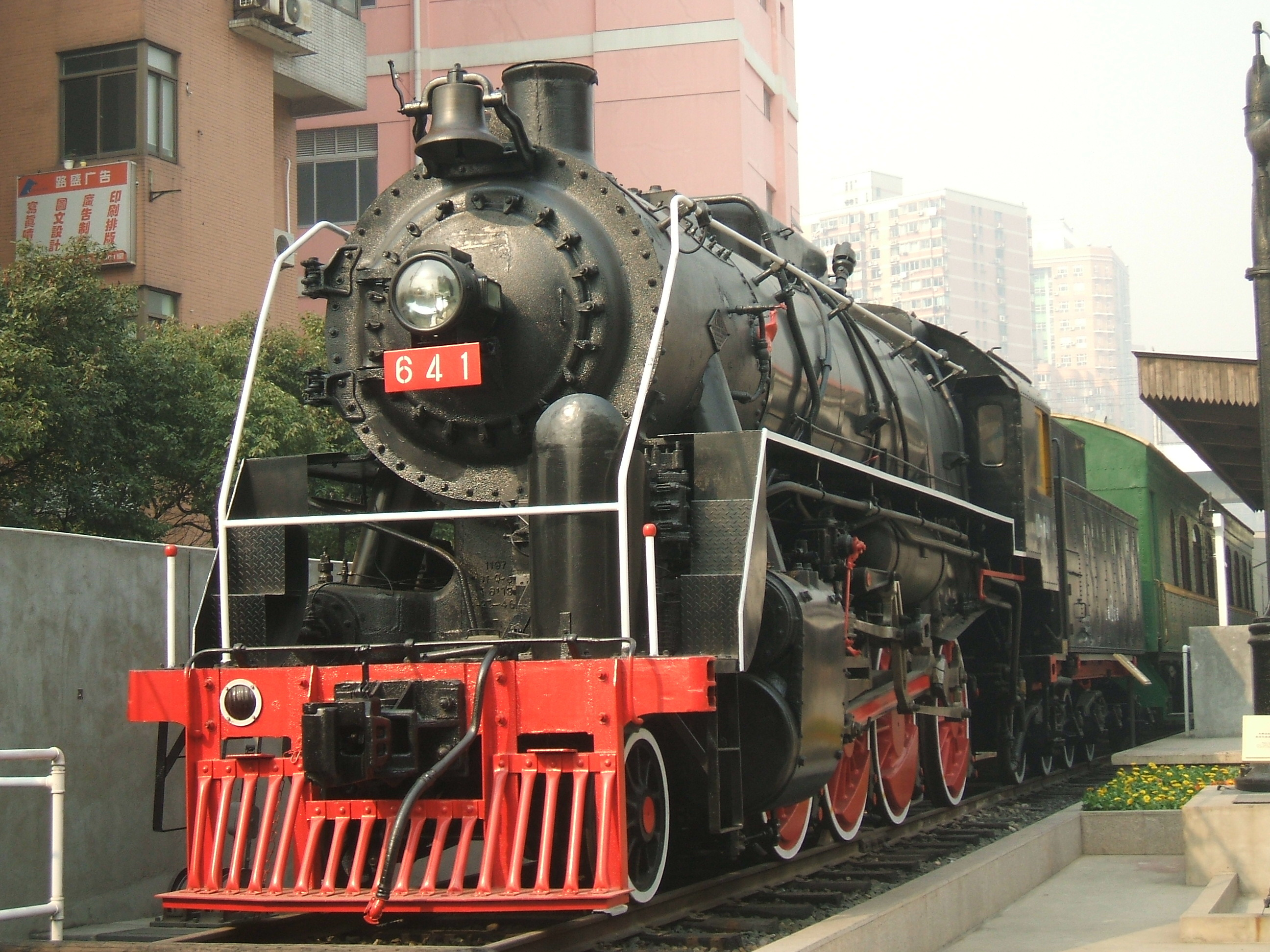
馆中保存的KD7型641号蒸汽机车

- SN26号寸轨蒸汽机车（美国鲍尔温机车厂制，原服役于个碧石铁路（鸡个铁路），现存三辆，另两辆保存于中国铁道博物馆，云南铁路博物馆）
- 沪宁铁路公务车，曾作为宋美龄的花车使用。